# 東灘區
東灘区（日语：／ Higashinada ku */?）是神戶市最東端的一区。西與灘区、東與芦屋市、北與北區接壤。與大阪都心及神戶三宮之間交通都很方便，六甲人工島也屬於本區。阪神大地震之后，由于該區重建較快，人口快速增加。

## 歷史
過去屬於菟原郡，在戰國時代後，本地為豐臣氏的直轄領地，江戶時代初期屬於尼崎藩，但後來由於灘五鄉的酒業發展，被改劃為幕府直屬的天領。
明治維新後，行政區劃分屬菟原郡本庄村、本山村、魚崎村、住吉村、御影町，1896年菟原郡被廢除，轄下町村被併入武庫郡，1914年魚崎村改制為魚崎町。
1950年4月御影町、魚崎町、住吉村先被併入神戸市，由於這些地方都屬於「灘五鄉」的範圍，而灘五鄉原本已經位於神戶市內的區域已經設有「灘區」，新併入的這些地區便設立新的東灘區，10月本山村、本庄村也被併入神戶市，並被劃入東灘區，大致確立了現在東灘區的範圍。

## 交通

### 鐵路路線
- 西日本旅客鐵道（JR西日本）
  - 山陽新幹線：通過轄區，但轄區內路段全數位於六甲隧道（日语：六甲トンネル）內，也因此未設有車站。
  - 東海道本線（JR神戶線）：甲南山手車站 - 攝津本山車站 - 住吉車站
- 阪急電鐵
  - 神戶本線：岡本車站 - 御影車站
- 阪神電氣鐵道
  - 阪神本線：深江車站 - 青木車站 - 魚崎車站 - 住吉車站 - 御影車站 - 石屋川車站
- 神戶新交通
  - 六甲人工島線（六甲快車）：住吉車站 - 魚崎車站 - 南魚崎車站 - 人工島北口車站（日语：アイランド北口駅） - 人工島中心車站（日语：アイランドセンター駅） - 海公園車站（日语：マリンパーク駅）

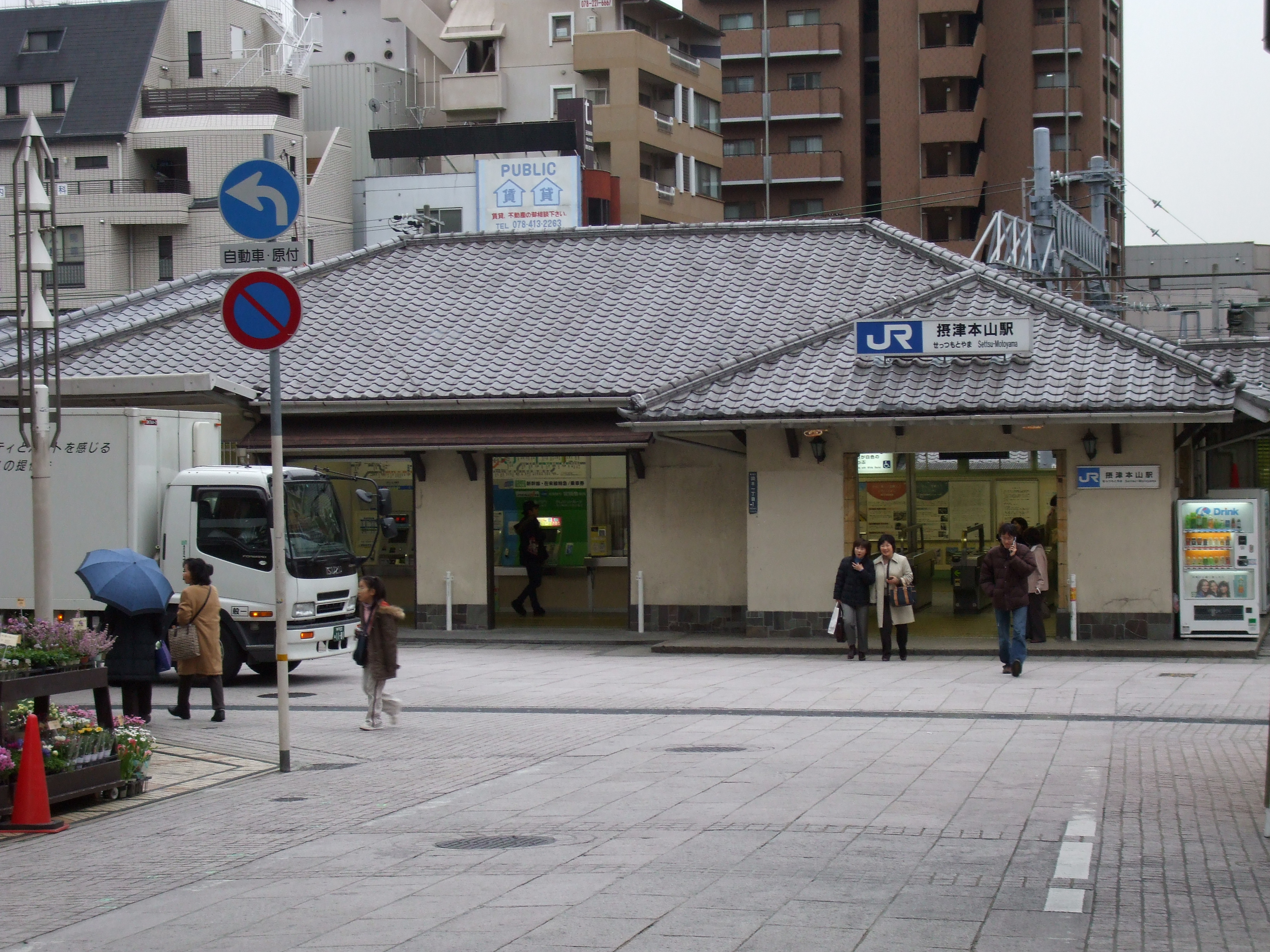
攝津本山車站
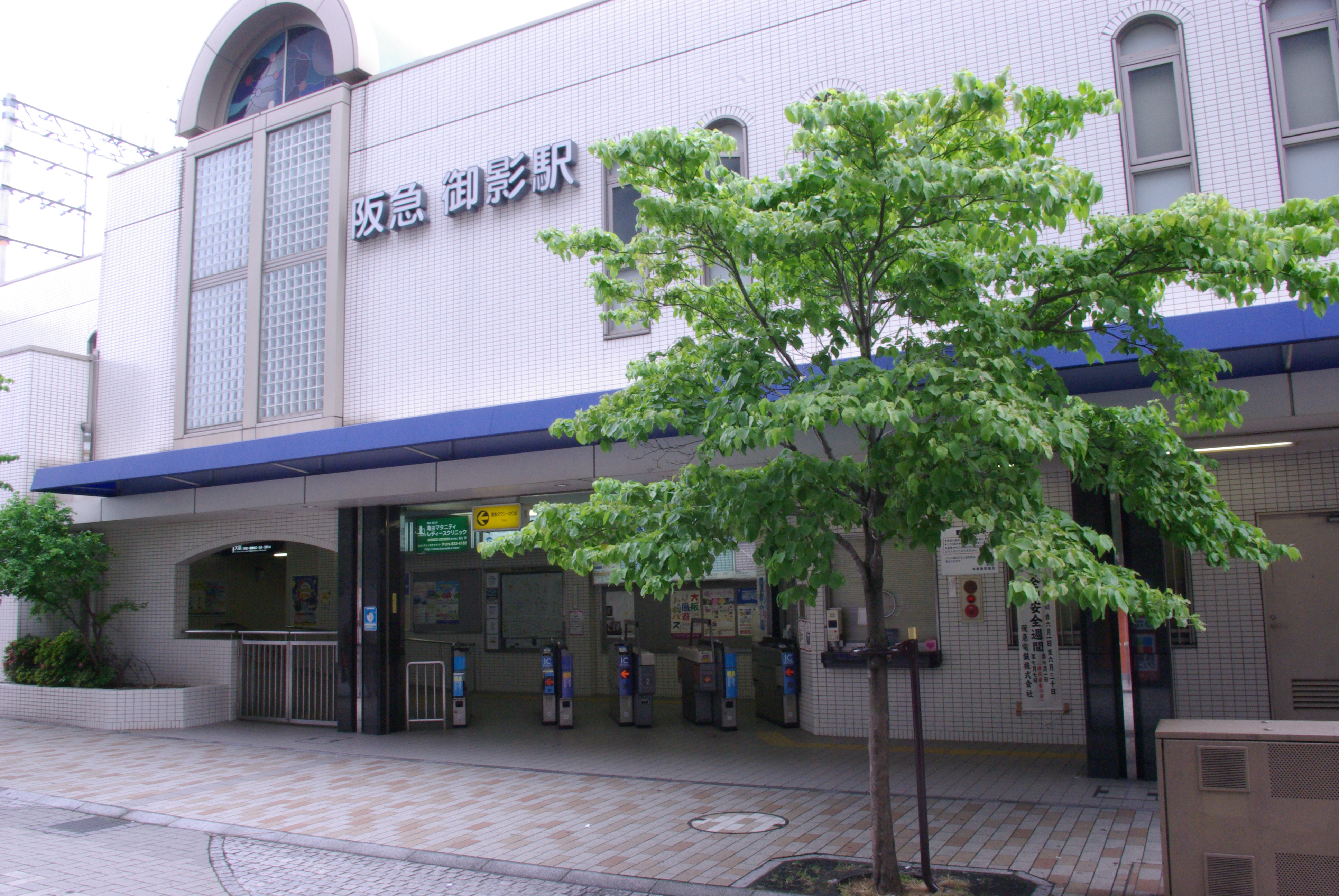
阪急御影車站
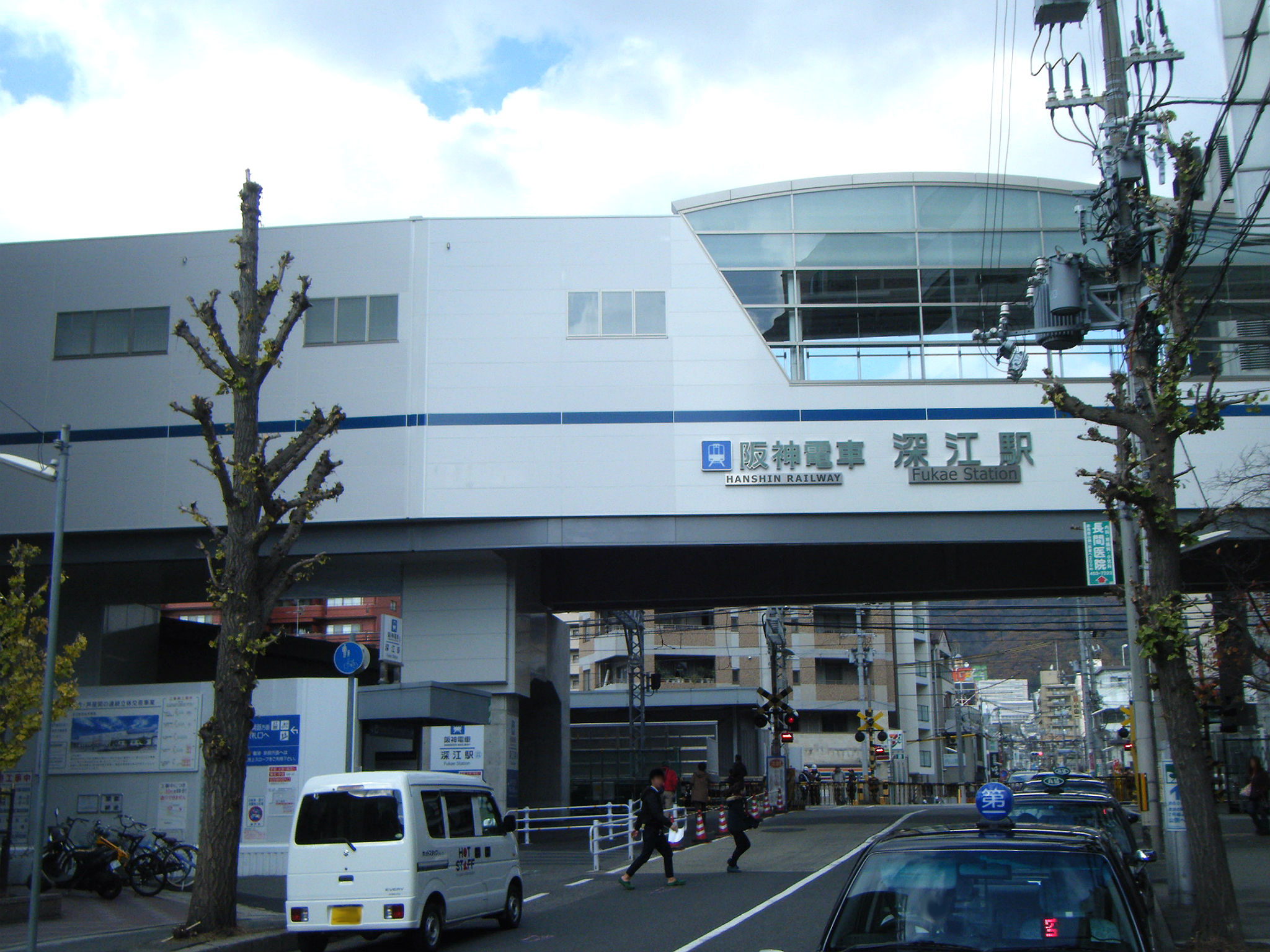
深江車站
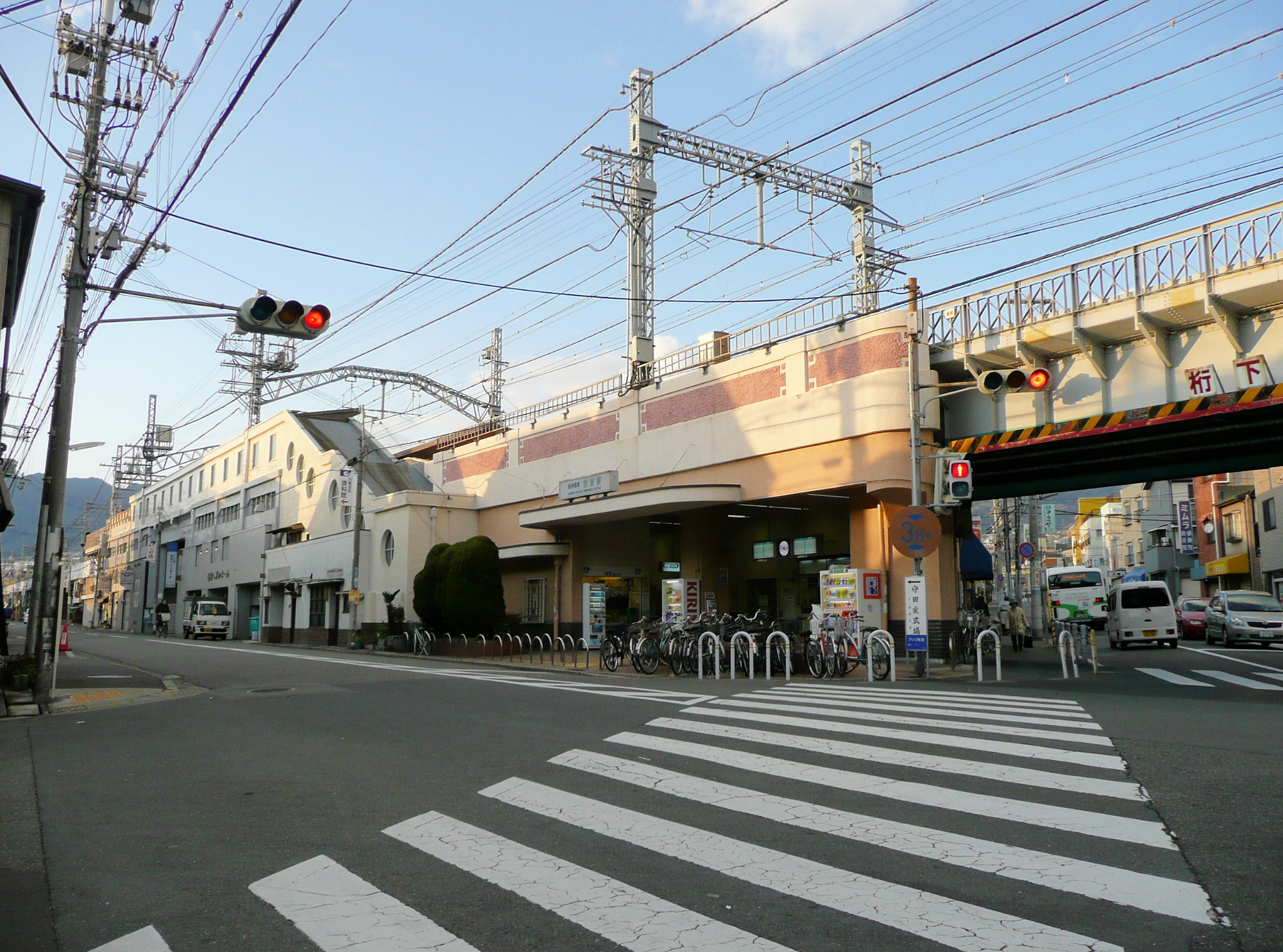
住吉車站
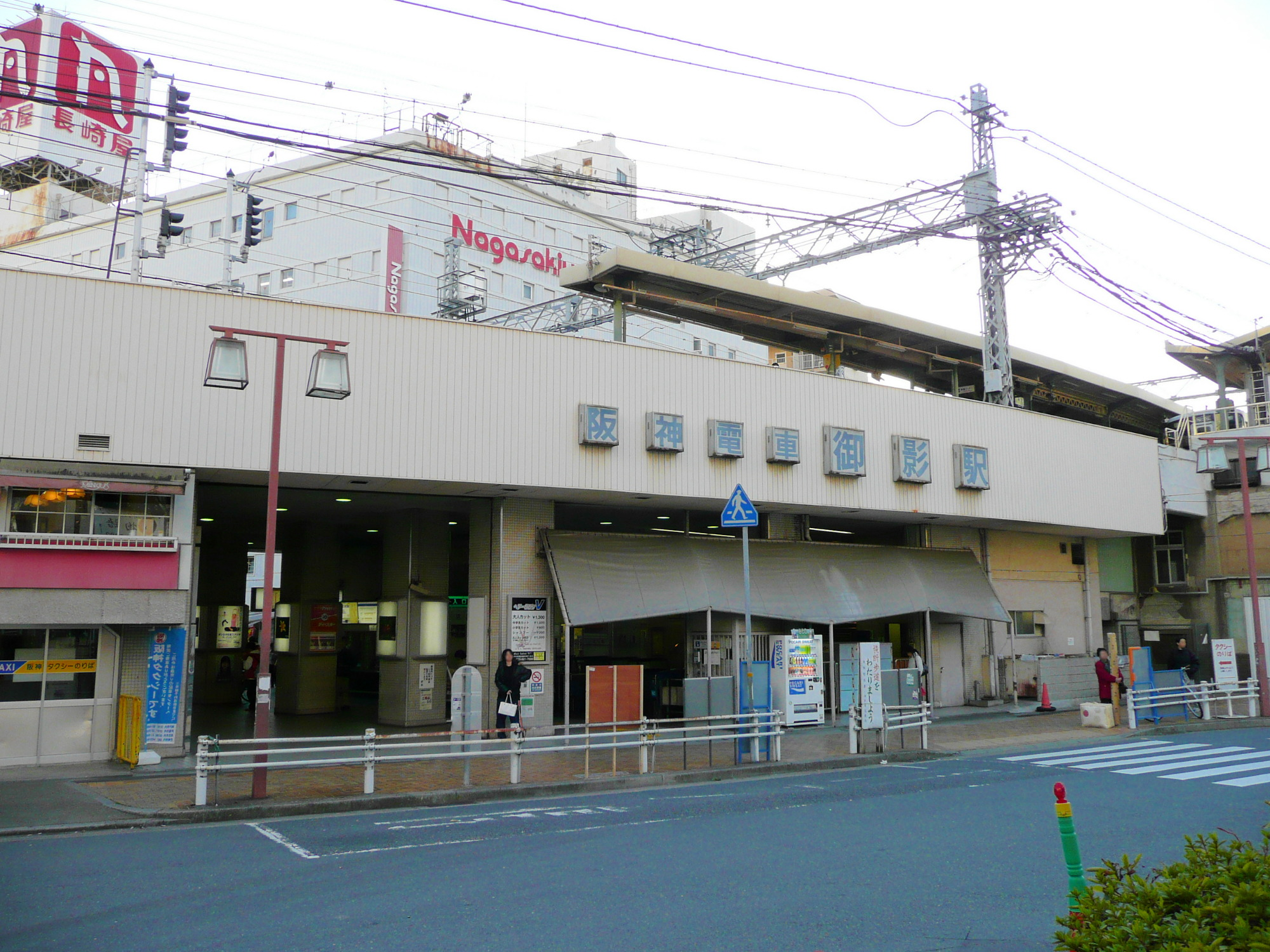
阪神御影車站
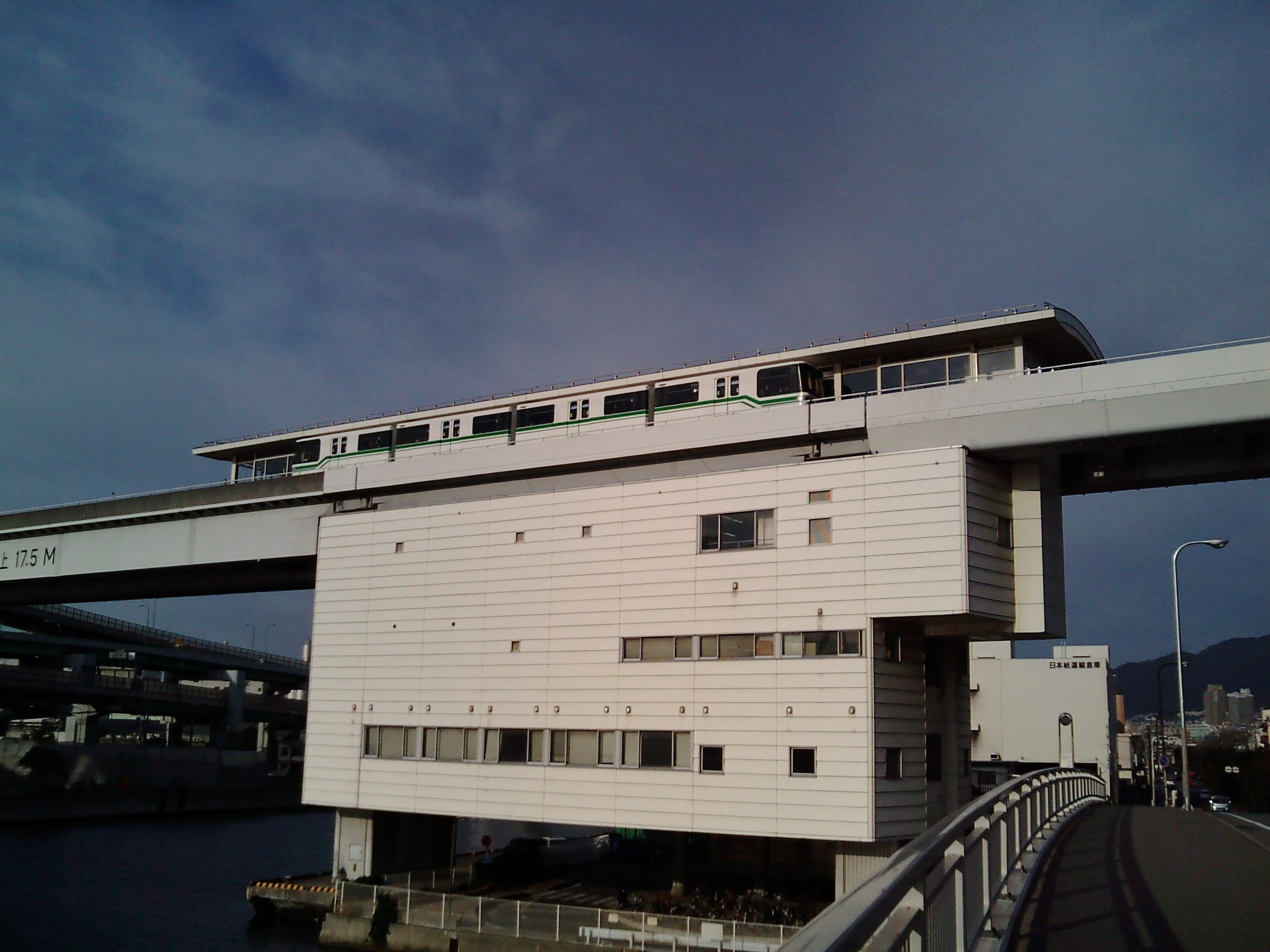
南魚崎車站

## 觀光資源
- 神戶市立小磯記念美術館（日语：神戸市立小磯記念美術館）
- 香雪美術館
- 白鶴美術館
- 世良美術館（日语：世良美術館）
- 豐雲記念館（日语：豊雲記念館）

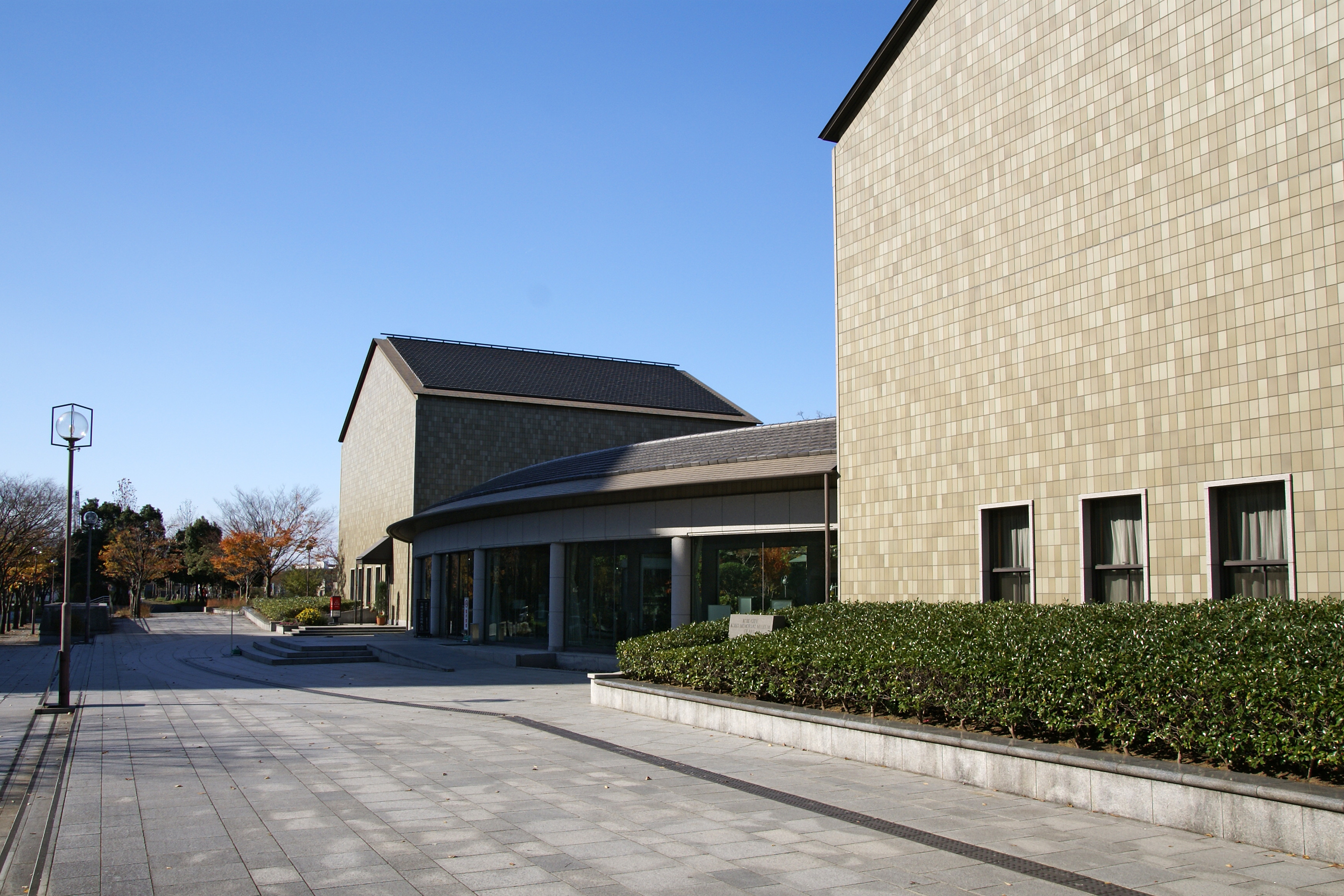
神戶市立小磯記念美術館

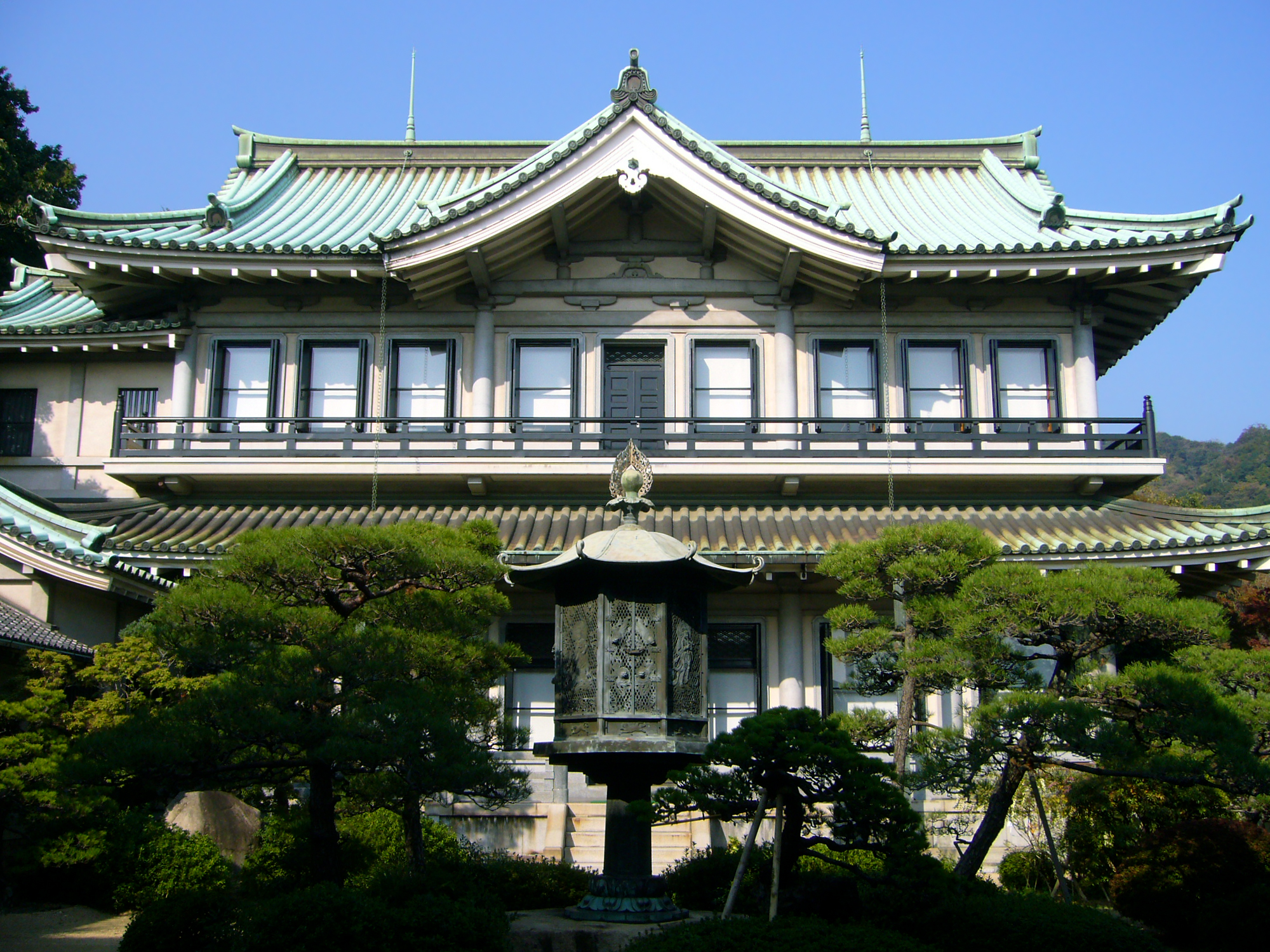
白鶴美術館

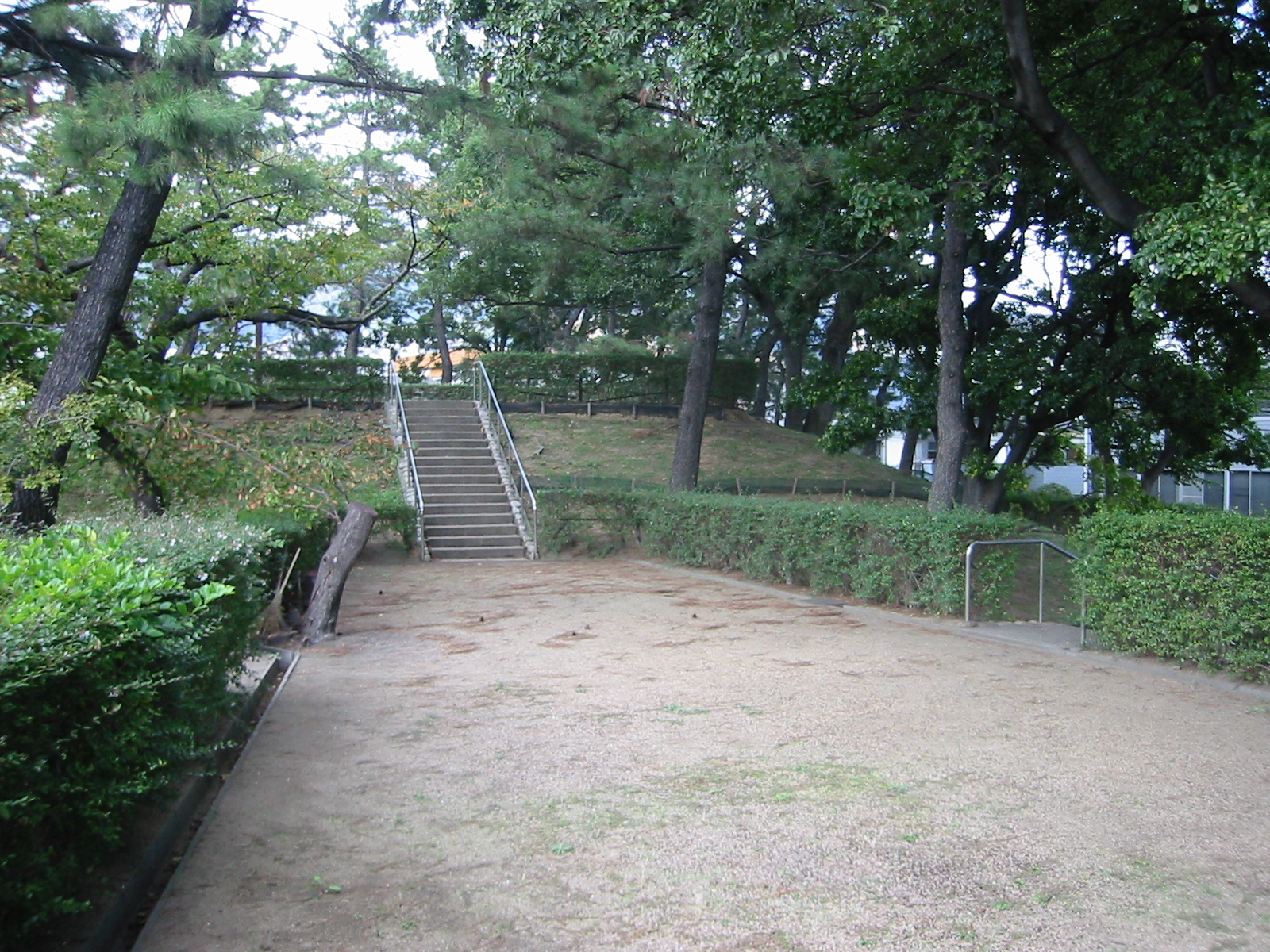
處女塚古墳

- 倚松庵（日语：倚松庵）（谷崎潤一郎舊居、撰寫長篇小說『細雪』的地方）
- 深江文化村（日语：深江文化村）
  - 冨永家住宅（日语：冨永家住宅）（登録有形文化財）
  - 古澤家住宅（日语：古澤家住宅）（登録有形文化財）
  - Baker邸（日语：ベーカー邸）
- 白鶴酒造資料館（日语：白鶴酒造資料館）
- 處女塚古墳（日语：処女塚古墳）（國家史跡）
- 岡本梅林公園（日语：岡本梅林公園）
- 神戶市立御影公會堂（日语：神戸市立御影公会堂）
- 神戶時裝博物館（日语：神戸ファッション美術館）
- 神戶藝術博物館（日语：神戸ゆかりの美術館）
- 神戶時尚廣場（日语：神戸ファッションプラザ）
- 六甲山最高峰

## 外部連結
- OpenStreetMap上有關東灘區的地理